# 2025 en photographie
| Années de la photographie : 2022 - 2023 - 2024 - 2025 - 2026 - 2027 - 2028    |
| Décennies de la photographie : 1990 - 2000 - 2010 - 2020 - 2030 - 2040 - 2050 |

## Événements
- x

## Festivals et congrès photographiques
- 8e Festival du Regard, Cergy-Pontoise, du 14 janvier au 2 mars 2025
- 27e édition d' « Art Paris » au Grand Palais, du 3 avril au 6 avril 2025
- 34e Festival de l'oiseau et de la nature en baie de Somme du 12 avril au 20 avril 2025
- 4e festival de photographie animalière et de nature « Mer'veilles Nature » à Mer (Loir-et-Cher) du 31 au 25 mai 2025
- 7e festival « Les femmes s'exposent » à Houlgate, du 6 juin au 2 septembre 2025
- 22e Festival Photo La Gacilly du 1er juin au 5 octobre 2025
- 13e saison photographique de l'Abbaye royale de l'Épau, du 19 juin au 2 novembre 2025
- 61e édition de la foire internationale de la photo de Bièvres, les 7 et 8 juin 2025
- 8e festival « Visions d’ailleurs » à Martagny du 14 juin au 31 août 2025
- 36e édition du festival « L'Été Photographique », à Lectoure (Gers) du 12 juillet au 21 septembre 2025
- 56e Rencontres internationales de la photographie, Arles, 7 juillet – 5 octobre 2025
- 37e festival international de photojournalisme « Visa pour l'image », Perpignan, du 30 août au 14 septembre 2025
- 13e festival photographique « L'Œil Urbain », Corbeil-Essonnes, du 4 octobre au 8 novembre 2025
- 32e Prix Bayeux Calvados-Normandie des correspondants de guerre, du 6 au 12 octobre 2025
- Salon de la photo, à la Grande halle de la Villette du 9 au 12 octobre 2025
- 16e édition du Festival de photographie  « Planche(s) Contact » à Deauville, du 18 octobre 2025 au 4 janvier 2026
- 28e édition de la foire « Paris Photo » au Grand Palais, Paris, du 12 au 16 novembre 2025
- 27e Festival international de la photo animalière et de nature à Montier-en-Der, du 20 au 23 novembre 2025

## Grandes expositions
- Karl Blossfeldt, La Photographie à la lumière de l'art, La Collection photographique/Fondation SK pour la culture, Cologne, du 6 septembre 2024 au 2 février 2025 [1]
- William Klein, All the World's a Stage, exposition rétrospective la plus complète de l'œuvre du photographe américain depuis sa mort, couvrant différents aspects de son travail à travers quelque 200 œuvres, musée d'Art, Architecture et Technologie (MAAT), Lisbonne, du 18 septembre 2024 au 3 février 2025 [2], [3]
- Daido Moriyama, Daido Moriyama : Rétrospective, Photo Elysée, Lausanne, du 6 septembre 2024 au 23 février 2025 [4],[5]
- Flor Garduño, Paths of Life, présentant une rétrospective de l'œuvre de la photographe mexicaine s’étendant sur quarante-cinq années, Throckcmorton Fine Art, New York, du 3 octobre 2024 au 22 janvier 2025 [6],[7],[8]
- Letizia Battaglia, Vie, Amour et Mort en Sicile, The Photographers' Gallery, Londres, du 9 octobre 2024 au 23 février 2025[9],[10].
- Science/Fiction — Une non-histoire des plantes, une histoire visuelle des plantes du XIXe siècle à nos jours, réunissant plus de 40 artistes de différentes époques et nationalités, parmi lesquels, entre autres, Anna Atkins, Henry Bradbury, Albert Renger-Patzsch, Karl Blossfeldt, Imogen Cunningham, Horst P. Horst, Edward Weston, Laure Albin-Guillot, des cinéastes comme Friedrich Wilhelm Murnau ou Philip Kaufman et des artistes contemporains comme Joan Fontcuberta, Sam Falls, Pierre Joseph, Jochen Lempert (de), Angelica Mesiti (en), Richard Tepe ou encore Agnieszka Polska, Maison Européenne de la Photographie, du 16 octobre 2024 au 19 janvier 2025  [11]
- « Gisèle Freund. Une écriture du regard. », permettant de découvrir une partie souvent ignorée de l'œuvre de la photographe allemande, Pavillon populaire, Montpellier, du 6 novembre 2024 au 9 février 2025 [12]
- Steve McCurry, Regards, rassemblant les 80 photographies les plus emblématiques de l'œuvre du photographe américain recouvrant près de 40 ans de carrière, Caumont-Centre d'art, Aix-en-Provence, du 8 novembre 2024 au 23 mars 2025 [13],[14],[15]
- Willy Ronis, La Banlieue Est sous l'œil du maître, Musée intercommunal, Nogent-sur-Marne, du 19 octobre 2024 au 31 juillet 2025  [16]
- Vivian Maier, Anthology, présentant une sélection de 140 images choisies à partir de l'exposition du Palais du Luxembourg (Paris) de 2021, pour saisir l'ampleur de l'œuvre de la photographe franco-américaine, à la croisée de la photographie humaniste et de la streetphotography, musée de la photographie Charles Nègre, Nice, du 19 octobre 2024 au 16 mars 2025 [17],[18]
- Albert Watson, No Idle View, The Fahey/Klein Gallery, Los Angeles, du 14 novembre 2024 au 11 janvier 2025 [19],[20]
- Irving Penn, « Centennial », rétrospective de l'œuvre à travers une sélection de 175 images réalisées entre la fin des années 1930 et 2009, Fondation Marta Ortega Pérez, La Corogne, Espagne, du 23 novembre 2024 au 1er mai 2025 [21],[22]
- Ernst Haas : Abstract - Les Forces de l'abstraction, présentant l'une des étapes les plus audacieuses et personnelles de l'œuvre de ce pionnier de la photographie couleur, Les Douches la Galerie, Paris, du 23 novembre 2024 au 25 janvier 2025 [23],[24]
- Martin Munkácsi, Think while you shoot, Paci Contemporary Gallery – Borgo Wuhrer, Brescia, Italie, du 30 novembre 2024 au 30 mars 2025 [25]
- Richard Avedon, Among Creatives, présentant plus de 50 œuvres tirées de la collection du Center for Creative Photography (CCP) de Tucson mettant en valeur ses portraits photographiques d'artistes, acteurs, écrivains ainsi que ses contributions à la photographie de mode, Phoenix Art Museum, Phoenix, Arizona, du 6 décembre 2024 au 25 mai 2025  [26], [27]
- Gabriele Basilico, Rome, exposition organisée à l'occasion du quatre-vingtième anniversaire de la naissance du photographe italien décédé en 2013, offrant un aperçu inédit de sa recherche visuelle présentant sa vision de la Ville éternelle, Palazzo Altemps, Rome, du 12 décembre 2024 au 23 février 2025 [28]
- Franco Fontana : Rétrospective, première grande exposition rétrospective qui retrace toute la carrière artistique du photographe de Modène, présentant plus de 200 photographies de ce pionnier de la photographie en couleur, dont les images qui se caractérisent par une juxtaposition de couleurs vives et de contrastes forts, ont fait de Fontana un précurseur dans un monde photographique en noir et blanc, Musée de l'Ara Pacis, Rome, du 13 décembre 2024 au 31 août 2025 [29],[30]
- Denis Brihat/Danielle Kwaaitaal : Dialogue, Michele Schoonjans Gallery, Bruxelles, du 12 janvier au 1er mars 2025
- Peter Knapp, Compte à rebours 2024 – 1960, Galerie Oana Ivan, Paris, du 17 janvier au 17 avril 2025[31],[32].
- Mary Ellen Mark : Ward 81 : Voices, Center for Photography at Woodstock (en), Kingston, État de New York, du 18 janvier au 4 mai 2025 [33],[34]
- American Street Photography, exposition collective qui réunit des photographes majeurs de ce genre photographique tels que Louis Faurer, Jill Freedman (en), Dave Heath (en), Danny Lyon (en), Joseph Sterling et Garry Winogrand, La Galerie Rouge, Paris, du 23 janvier au 15 mars 2025 [35]
- Thierry Girard : Les Lieux de l'affect, Le Château Coquelle, Dunkerque, du 24 janvier au 5 avril 2025[36].
- Wim Wenders : Written Once, Howard Greenberg Gallery, New York, du 28 janvier au 15 mars 2025
- Marjaana Kella, L'Envers du portrait, première exposition en France du travail de la photographe finlandaise, Fondation Henri Cartier-Bresson, Paris du 28 janvier au 6 avril 2025 [37],[38]
- From the Roster, exposition collective présentant des œuvres importantes de nombreux artistes — tels que Richard Avedon, Irving Penn, Helmut Newton, Don McCullin, Horst P. Horst, Herb Ritts, Albert Watson, Steven Meisel, Jeanloup Sieff, Peter Beard, Daidō Moriyama, Andy Warhol, entre autres — qui ont exposé dans la galerie au cours de sa longue histoire, Hamiltons Gallery, Londres, du 6 février au 26 avril 2025 [39],[40]
- American Photography, première grande exposition monographique en Europe consacrée à la photographie américaine, présentant plus de 200 œuvres depuis les daguerréotypes du XIXe sièclee siècle jusqu'aux œuvres plus récentes de photographes tels que Edward Weston, Walker Evans, Paul Strand, Charles Sheeler, Aaron Siskind, Sally Mann, Robert Frank, Lisette Model, James Van Der Zee, Nan Goldin, Richard Avedon, Diane Arbus, William Klein, Irving Penn, Ming Smith, Andy Warhol, Bruce Wrighton (en), Dawoud Bey (en) ou encore Sarah Sense (en) mettant en avant la richesse et la diversité de l'histoire de la photographie aux États-Unis, The Rijksmuseum, Amsterdam, Pays-Bas du 7 février au 9 juin 2025 [41],[42] ,[43],[44]
- Ukraine, la mort dans l'âme, exposition collective retraçant les événements marquants des différents conflits ayant eu lieu en Ukraine au cours de la dernière décennie, témoignant à la fois des violences mais aussi de la force de résilience et d’humanité du peuple ukrainien, avec des photos d'Antoine d'Agata, Laurent Van der Stockt, Guillaume Herbaut, Éric Bouvet, Marc Polini, Patrick Wack, Maxim Dondyuk, Véronique de Viguerie, Édouard Elias, Espace culturel départemental Lympia, Nice, du 8 février au 23 mars 2025 [45] , [46]
- Mathieu Bernard-Reymond, Un sentiment véritable, présentant des photographies issues des séries La Flèche du temps (2018), I think I've forgotten this before (2022) et D'après Ramuz (2023), dans lesquelles l'artiste crée et raconte le monde, son monde, en subvertissant le règne du réel au moyen de la technologie numérique, Centre photographique Rouen Normandie, Rouen du 8 février au 10 mai 2025 [47],[48],[49]
- Zanele Muholi: « Zanele Muholi », exposition réunissant des extraits de la série Somnyama Ngonyama — une série d'autoportraits — ainsi que des séries Brave Beauties, montrant des portraits de femmes trans et de personnes non binaires, les représentant dans des poses audacieuses et autonomes, et Faces and Phases, présentant des portraits de lesbiennes noires, de personnes non conformes au genre et d'hommes trans, SCAD Museum of Art, Savannah, Géorgie, États-Unis, du 24 février au 6 juillet 2025 [50],[51]
- « Chromotherapia. Feel-Good Color Photography » (« Chromotherapia. La Photographie couleur qui vous fait du bien » exposition collective en sept chapitres qui porte un regard subjectif sur  l'histoire de la photographie couleur contemporaine depuis la seconde moitié du XXe siècle à travers le regard acidulé de 19 artistes, parmi lesquels Erwin Blumenfeld, Harold Edgerton, Walter Chandoha, William Wegman, Guy Bourdin, Hiro, Sandy Skoglund, Martin Parr, Ouka Leele, Pierre et Gilles, Académie de France à Rome – Villa Médicis, Rome, Italie, du 28 février au 9 juin 2025 [52],[53] ,[54]
- Sebastião Salgado, exposition rétrospective réalisée dans le cadre de l' Année du Brésil à partir de la collection de la Maison européenne de la photographie (MEP) offrant un panorama complet de l'œuvre du photographe franco-brésilien, Les Franciscaines – Musée de Deauville, du 1er mars au 1er juin 2025[55]
- Marc Riboud, Photographies du Vietnam 1966-1976, réunissant, à l'occasion des 50 ans de la fin de la guerre du Vietnam, un ensemble de photographies prises par Marc Riboud pendant une décennie, témoignage des souffrances, du courage et de la dignité du peuple vietnamien en marge des combats, Musée national des Arts asiatiques - Guimet, Paris, du 5 mars au 12 mai 2025[56],[57].
- André Kertész, « André Kertész, le frère voyant » présentant un ensemble de photographies réalisées dans les années 1930 pour la revue Art & Médecine (1931-1936), Espace photographique du Musée Arthur Batut, Labruguière, Tarn du 6 mars au 14 juin 2025[58] , [59]
- Issei Suda, Fushikaden, présentant la série la plus emblématique du photographe japonais sur les matsuri, fêtes populaires traditionnelles, prises au cours des années 1970 à Tokyo, mais aussi et surtout dans les provinces plus éloignées du Tohoku, Hokuriku et Kanto Centre de la photographie de Mougins, du 8 mars au juin 2025[60],[61].
- Andreas Gursky, Inherited Images, présentant une sélection de ses photographies, mises en dialogue avec les maîtres anciens révélant l'inspiration de l'artiste pour la peinture, Sprüth Magers Gallery, New York, du 14 mars au 19 avril 2025 [62],[63]
- Sebastião Salgado, « Le Monde de Sebastião Salgado », exposition rétrospective de la carrière du photographe franco-brésilien, couvrant plus de quatre décennies, mettant en lumière des œuvres emblématiques de ses séries les plus célèbres  Galerie Peter Fetterman, Santa Monica, Californie du 15 mars au 21 juin 2025 [64]
- Elliott Erwitt : « DogDogs », présentant 80 photographies prises entre 1946 à 2004, qui explorent la relation entre homme et chien avec humour et tendresse, Palazzo Callas, Sirmione, Italie, du 15 mars au 13 juillet 2025[65]
- Robert Mapplethorpe, Le forme del classico, Fondation Le Stanze della Fotografia, Île de San Giorgio Maggiore, Venise, Italie, du 10 avril 2025 au 6 janvier 2026[66].
- Robert Doisneau, Instants donnés, rétrospective en 400 clichés de l'œuvre de Doisneau, soulignant le réalisme poétique par lequel il voit le monde tel qu'il est mais en soulignant le merveilleux, Musée Maillol, du 17 avril au 12 octobre 2025 [67], [68]
- Marc Paygnard, Sur le vif, exposition rétrospective présentée à l'occasion du 80e anniversaire du photographe, rassemblant les photographies montrant la vie de sa région — la Franche-Comté — pendant plus de 50 ans, Musée comtois, Citadelle de Besançon, du 19 avril au 2 novembre 2025 [69]
- Richard Avedon, In the American West, exposition pour la toute première fois en Europe, à l'occasion du 40e anniversaire de la publication de l'ouvrage de l'intégralité des 103 images de cette cette série emblématique, Fondation Henri Cartier-Bresson, du 30 avril au 12 octobre 2025 [70].
- Rania Matar (en), Where Do I Go? Fifty Years Later (Où vais-je ? Cinquante ans plus tard), présentant les photographies d'un projet de la photographe libanaise exilée aux États-Unis débuté en 2020, après les explosions au port de Beyrouth, pour marquer le 50e anniversaire de la guerre civile libanaise à travers les portraits de jeunes femmes libanaises, Galerie Tanit, Beyrouth, du 10 avril au 22 mai 2025 [71]
- Mao Ishikawa, « « Red Flower : The Women of Okinawa Series » (1975-1977) (en japonais : Akabana—Okinawa no Onna » ; en français : Fleur rouge — Les femmes d'Okinawa), Festival Kyotographie, Kondaya Genbei Chikuin-no-Ma, Kyoto, Japon, du 12 avril au 11 mai 2025[72] ,[73]
- Jeff Wall, Time Stands Still. Photographs, 1980–2023 (Le temps s'arrête. Photographies, 1980–2023), rétrospective réunissant plus de soixante œuvres du photographe canadien, offrant un parcours à travers les différents thèmes que l'artiste a privilégiés tout au long de quarante ans de carrière, musée d'art, d'architecture et de technologie (MAAT), Lisbonne, du 23 avril au 1er septembre 2025[74],[75].
- Marc Riboud, Peace in the Making, présentant une sélection d'œuvres marquantes et parmi les plus emblématiques du photographe de l'agence Magnum, capturant l'essence de la paix dans un monde d'après-guerre, Atlas Gallery, Londres, du 2 mai au 21 juin 2025 [76].
- Jean Gaumy, Jean Gaumy et la mer, exposition de 140 photographies issues de la collection de la Médiathèque du patrimoine et de la photographie, mettant en lumière le regard que le photographe de l'agence Magnum, membre de l'Académie des beaux-arts et peintre officiel de la Marine a porté depuis près d'un demi-siècle sur l'univers maritime dans toute sa diversité, entre reportage documentaire et poésie visuelle, Musée national de la Marine, Paris, du 14 mai au 17 août 2025 [77],[78],[79].
- Germaine Kanova, Regard d'une photographe sur la Libération, exposition mettant en lumière le parcours méconnu de Germaine Kanova (1902-1975), l'une des premières femmes photographe de guerre en France, musée national de la Marine à Port-Louis, Morbihan, du 23 mai 2025 au 4 janvier 2026 [80].
- Marc Riboud, L'Œil du voyageur, exposition présentant une sélection de plus de 150 photographies ramenées des nombreux voyages — notamment en Asie — effectués par Marc Riboud au cours d'une carrière de plus de 60 ans, Villa Tamaris, La Seyne-sur-Mer, du 24 mai au 21 septembre 2025 [81].
- Pierre et Gilles, Mondes Marins, réunissant pour la première fois des œuvres iconiques de leurs débuts il y a près de cinquante ans ainsi qu'une sélection de pièces emblématiques, issues de galeries et de collections privées, Les Franciscaines – Musée de Deauville, du 22 juin 2025 au 4 janvier 2026 [82],[83]
- Jean et Michel Dieuzaide, « L'Espagne des Dieuzaide », réunissant pour la première fois le père et le fils et montrant en 130 photographies noir et blanc deux regards à deux époques différentes sur l'Espagne, Le Musée - Arts & Figures des Pyrénées Centrales, Saint-Gaudens, du 4 juin au 31 décembre 2025 [84]
- Frank Horvat, Hong Kong Dream, exposition des photographies réalisées à la fin de l'année 1962 pour une commande du magazine allemand Revue sur la ville de Hong Kong, qu'il explore, fasciné par la découverte d'une ville dense, Musée de la photographie F11, Happy Valley, Hong Kong, du 11 juin au 19 juillet 2025 [85],[86]
- Michael Kenna, Haikus d'argent, L'Asie photographiée, exposition qui présente les photographies de paysages asiatiques de Michael Kenna, réalisées au cours des 40 dernières années au Japon, en Chine, en Corée ou en Inde, explorant les ponts entre photographie et traditions artistiques locales en neuf sections thématiques [87],[88].
- Leni Riefenstahl, Olympia Through the Lens, réunissant 25 tirages originaux vintage des Jeux olympiques de Berlin de 1936, qui explorent l'héritage visuel de la photographe et réalisatrice allemande dans le contexte historique et éthique de l'époque, Keith de Lellis Gallery, New York, du 19 juin au 31 juillet 2025 [89],[90]
- Ralph Gibson, « Vu, Imprévu » exposition qui revisite quinze des photographies les plus iconiques du photographe américain — prises entre 1968 et 1990 — sous un angle inédit. Les clichés sont accompagnés d'une pièce musicale, spécialement composée et interprétée par l'artiste et d'une œuvre vidéo, autre format qui permet la fusion entre images et musique, et auquel Ralph Gibson attache une importance toute particulière, Venet Foundation, Le Muy, Var, du 22 juin 2025 au 30 septembre 2025 [91]
- Bae Bien-u, Des forêts , des esprits et des hommes, exposition présentant les œuvres du photographe sud-coréen, à travers quatre séries majeures : Alhambra, Venise, Sonamu et Jeju, ainsi que des photographies réalisées lors d'une résidence artistique en Corse, Palais Fesch – musée des Beaux-Arts, Ajaccio, Corse, du 11 juillet 2025 au 1er février 2026[92],[93].
- Dorothea Lange, Ansel Adams et Edward S. Curtis, Trois regards sur les États-Unis d’Amérique de 1900 à 1945, Festival Images singulières, La Cure, Aumessas, du 2 au 31 août 2025 [94] , [95].
- Narrative Implied (Récit implicite), une exposition réunissant onze artistes — Holly Andres, Trent Davis Bailey, Matt Black, Chris Dorley-Brown, Nadav Kander, Josef Koudelka, Mimi Plumb, Amy Stein, Alex Webb, Rebecca Norris Webb et Michael Wolf — dont les photographies explorent des concepts narratifs, allant d'histoires clairement définies à des approches plus subtiles et indirectes, Robert Koch Gallery, San Francisco, du 4 au 30 août 2025. [96],[97]
- Robert Mapplethorpe, Enninful X Mapplethorpe, exposition montrant une vision singulière de l'œuvre du photographe américain à travers une sélection de 46 tirages présentés par paires effectuée par l'éditeur britannique  Edward Enninful, 11e Biennale internationale de la photographie de Ballarat, Galerie de la Poste, Ballarat, Australie du 23 août au 19 octobre 2025[98].

## Prix et récompenses
- World Press Photo of the Year à ?
- World Press Photo Series of the Year à ?
- World Press Photo, projet au long cours à ?
- World Press Photo format libre à ?
- Prix Niépce Gens d'images à Ed Alcock [99]
- Prix Nadar Gens d'images à ?
- Prix de la Fondation Henri-Cartier-Bresson à ?
- Prix Marc Ladreit de Lacharrière – Académie des beaux-arts à ?
- Prix de Photographie de l’Académie des beaux-arts – William Klein à ?
- Prix HSBC pour la photographie à ?
- Prix Bayeux-Calvados des correspondants de guerre - Trophée photo à ?
- Prix Bayeux-Calvados des correspondants de guerre - Jeune reporter photo à ?
- Prix Bayeux-Calvados des correspondants de guerre - catégorie photo, Prix du Public / Agence française de développement à ?
- Prix Women In Motion pour la photographie à Nan Goldin [100]
- Prix Carmignac du photojournalisme à ?
- Prix Roger-Pic de la Société civile des auteurs multimédia à ?
- Prix Pierre et Alexandra Boulat à ?
- Prix Lucas-Dolega à ?
- Prix Françoise-Demulder à ?
- Bourse Canon de la femme photojournaliste à ?
- Bourse Canon du documentaire vidéo court-métrage à ?
- Prix Picto de la jeune photographie de mode à ?
- Prix Tremplin Photo de l’EMI à ?
- Prix Voies Off à ?
- Prix Révélation SAIF : à ?
- Prix Fujifilm / Les femmes s’exposent à ?
- Prix Caritas photo sociale à ?
- Prix International Women in Photo à ?
- Prix 6Mois du photojournalisme à ?
- Visa d’or humanitaire du CICR à ?
- Grand prix MAP / Conseil Départemental de la Haute-Garonne à ?
- Prix des Rencontres photographiques des amis du Musée départemental Albert-Kahn à ?
- Prix sergent Sébastien Vermeille à ?
- Prix Viviane Esders à ?
- Prix Photographie et Sciences à ?
- Estée Lauder Pink Ribbon Photo Award à ?
- Prix photo CCFD-Terre solidaire à ?
- Prix Camille Lepage à ?

- Prix Erich-Salomon à ?
- Prix culturel de la Société allemande de photographie à ?
- Prix Oskar-Barnack à ?
- Leica Newcomer Award à ?
- Prix Leica Hall of Fame à ?
- Prix de la Fondation Deutsche Börse pour la photographie à ?
- Prix Hansel-Mieth à ?
- Zeiss Photography Award à ?

- Prix national de portrait photographique Fernand-Dumeunier à ?

- Prix Paul-Émile-Borduas à ?
- Prix du duc et de la duchesse d’York à ?

- Prix national de la photographie (Espagne) à ?

- Prix Ansel-Adams à ?
- Prix Arnold-Newman pour les nouvelles orientations du portrait photographique à ?
- Prix W. Eugene Smith à ?
- Prix Pulitzer
  - Catégorie « Feature Photography » à ?
  - Catégorie « Breaking News » à ?
- Prix Inge-Morath à ?
- World Photography Awards à ?
- Robert Capa Gold medal à ?
- Olivier Rebott Award à ?
- Infinity Awards (The International Center of Photography)
  - ICP Infinity Award Prix pour l’œuvre d’une vie à ?
  - ICP Infinity Award for Art à ?
  - ICP Infinity Award Pratique documentaire et journalisme visuel à ?
  - ICP Infinity Award Photographe émergent à  ?
  - ICP Infinity Award “Trustees” à ?
- Lucie Awards
  - Lucie Award pour l’œuvre d’une vie à ?
  - Lucie Award Fine Art à ?
  - Lucie Award du photojournalisme à ?
  - Lucie Award de la photographie documentaire à ?
  - Lucie Award de la photographie humanitaire à ?
  - Lucie Award du portrait à ?
  - Lucie Award de la photographie de sport à ?
  - Lucie Award de la photographie d’architecture à ?
  - Lucie Award de la photographie de mode à ?
  - Lucie Award de la photographie de publicité à ?
  - Lucie Award de la femme photographe à ?
  - Lucie Award visionnaire à ?
  - Spotlight Award à ?
  - Lucie Award spécial à ?
- National Press Photographers Association Awards
  - Photojournalist of the Year (Large Market) à ?
  - Photojournalist of the Year (Small Market) à ?
  - Magazine Photojournalist of the Year à ?
  - Emerging Photojournalist of the Year à ?
  - Breaking News à ?  
  - Breaking News Story à ?
- Anja Niedringhaus Courage in Photojournalism Award à ?

- Prix Higashikawa
  - Photographe japonais à ?
  - Photographe étranger à ?
  - Photographe espoir à ?
  - Prix spécial à ?
- Prix Kimura Ihei à ?
- Prix Ken-Domon à ?

- Centenary Medal de la Royal Photographic Society à ?
- Sony World Photography Awards « Photographer of the Year » à ?

- Prix international de la Fondation Hasselblad à Sophie Ristelhueber [101],[102]
- Prix suédois du livre photographique à ?
- Prix Lennart-Nilsson à ?

- Prix Haftmann à ?
- Prix Pictet à ?
- Photographe Swiss Press de l’année à ?
- Prix Élysée à Hannah Darabi [103]
- Istanbul Photo Awards « photo de l’année » à ?

## Livres parus en 2025
- Don McCullin, The Roman Conceit, 128 pages, GOST Books, Londres •  (ISBN 978-1-91542-354-2)
- Yannick Le Marec, Eugène Atget - La photographie des hommes libres, 144 pages, Éditions Loco, Paris •  (ISBN 978-2-84314-115-7)

## Décès
- 2 janvier : Constantine Manos (en), 90 ans, photographe américain d'origine grecque, membre de l'agence Magnum. (° 12 octobre 1934) [104]
- 13 janvier : Oliviero Toscani, 82 ans, photographe de mode et photographe publicitaire italien, connu pour les campagnes publicitaires provocantes qu'il a créées pour l'entreprise  Benetton. (° 28 février 1942)
- 16 janvier : George Tice (en), 86 ans, photographe américain, connu pour ses photos des paysages et de l'environnement urbain américains, principalement dans son New Jersey natal. (° 13 octobre 1938) [105]
- 23 janvier : Thomas Billhardt (de), 87 ans, photographe et publiciste allemand. (° 2 mai 1937)
- 2 mars : Flo Fox (Florence Blossom Fox), 79 ans, photographe de rue américaine, handicapée par une sclérose en plaques, connue pour ses photos de New York. (° 26 septembre 1945)
- 16 avril : Fatima Hassouna, 25 ans photographe palestienne, tuée lors d'un bombardement israélien qui a détruit sa maison familiale à Gaza. (° mars 2000)
- 7 mai : André Rouillé, 77 ans, universitaire français, historien et théoricien de la photographie, des images, de l'art contemporain et d'internet. {° 1948).
- 8 mai : Hervé de La Martinière, 78 ans, éditeur, connu pour avoir publié en 1999 « La Terre vue du ciel », de Yann Arthus-Bertrand. {° 1er février 1947) [106].
- 23 mai : Sebastião Salgado, 81 ans, photographe et photojournaliste franco-brésilien, membre de l'Académie française des Beaux-Arts depuis 2016, connu notamment pour ses photos de la famine au Sahel, pour ses photographies en Amazonie, et sur la mine d'or de Serra Pelada. {° 8 février 1944) [107],[108],[109],[110],[111]
- 13 juin : Agathe Gaillard, 83 ans, galeriste française, ayant ouvert en 1975 l'une des premières galeries en France entièrement dédiée à la photographie. (° 6 juillet 1941)[112],[113].
- 20 juin : Magali Jauffret, 76 ans, journaliste, critique spécialiste de la photographie et de l'art contemporain à L'Humanité. (° 1949)[114]
- 6 août : Gianni Berengo Gardin, 94 ans, photographe et photojournaliste italien. (° 10 octobre 1930)[115]

Date précise inconnue ou non renseignée
- Éric Colmet-Daâge, journaliste français, rédacteur en chef et directeur artistique du magazine Photo.

## Célébrations
Centenaire de naissance
- Ed van der Elsken
- Art Kane
- Suzanne Held
- Ralph Eugene Meatyard
- Arnold Odermatt
- Mario Giacomelli
- Gérard Castello-Lopes
- Jean Péraud
- Mariana Yampolsky
- Jean Mohr
- Tazio Secchiaroli
- John Szarkowski

Centenaire de décès
- Carlo Brogi
- Jules Jacot-Guillarmod
- Julie Laurberg
- Romualdo Moscioni
- Ephraim Moses Lilien
- Caroline von Knorring
- F. W. Micklethwaite
- Charles Vapereau
- Mariano Moreno García

Bicentenaire de naissance
- Celestino Degoix
- Joseph Albert
- Georges Penabert
- Antoinette Bugette
- Augustus Le Plongeon
- Auguste Reymond
- Louis Charles Raoul Vernay
- Jan Umlauf
- Gabriel Loppé
- Jules Beck (de)
- Luis Léon Masson
- Adrien Tournachon
- Émile Reutlinger (de)
- Jules de Laurière
- Hippolyte Jouvin
- Kameya Tokujirō
- Antonio Beato